# NGC 6458
NGC 6458 este o galaxie lenticulară situată în constelația Hercule. A fost descoperită în 2 iulie 1864 de către Albert Marth.